# 曹誥 (嘉靖進士)
曹誥（？年—？年），字廷寵，湖广黄州府黄冈县人，民籍。明朝進士、官员。

## 生平
正德十一年（1516年）丙子科湖广鄉試舉人，嘉靖五年（1526年）丙戌科第三甲第四十名進士，嘉靖六年（1527）知瑞安县，在任六年，绩成，擢主事，厯宁波府知府、四川按察司副使。